# Krzysztof Wielicki
Krzysztof Jerzy Wielicki [kšyštof vjelicki] (* 5. ledna 1950, Szklarka Przygodzicka, Polsko) je polský horolezec. Je pátým člověkem, který zdolal všech 14 osmitisícovek a tři z nich – Mount Everest, Kančendžengu a Lhoce – zdolal jako první člověk v zimě. Lhoce přitom zdolal sólovým výstupem. Na Broad Peaku dokázal vystoupit až na vrchol a sestoupit zpět do základního tábora za 22 hodin. Na Manáslu, Makalu a Šiša Pangmu vystoupil novými cestami, v druhém případě zvládl výstup i sestup opět během jediného dne. V roce 1990 uskutečnil první sólo výstup na Dhaulágirí, který navíc uskutečnil novou cestou. Roku 1995 zdolal sólo výstupem Gašerbrum II. Wielicki uskutečnil všechny výstupy s výjimkou jednoho bez pomoci umělého kyslíku. Vedl také neúspěšné polské zimní výpravy na K2 a Nanga Parbat. Je členem klubu dobrodruhů.

## Úspěšné výstupy na osmitisícovky
- 1980 Mount Everest (8849 m n. m.) – první zimní výstup na osmitisícovku
- 1984 Broad Peak (8047 m n. m.) – výstup na vrchol a sestup do základního tábora za jeden den (21,5 hodiny), sólo
- 1984 Manáslu (8163 m n. m.) – nová cesta
- 1986 Kančendženga (8586 m n. m.) – 1. zimní výstup
- 1986 Makalu (8462 m n. m.) – nová varianta, alpský styl
- 1988 Lhoce (8516 m n. m.) – 1. zimní výstup, sólo
- 1990 Dhaulágirí (8167 m n. m.) – nová cesta, sólo
- 1991 Annapurna (8091 m n. m.) – Boningtonova cesta
- 1992 Manáslu (8163 m n. m.)
- 1993 Čo Oju (8201 m n. m.) – polská cesta
- 1993 Šiša Pangma (8013 m n. m.) – nová cesta, sólo
- 1995 Gašerbrum II (8035 m n. m.) – sólo
- 1995 Gašerbrum I (8068 m n. m.) – japonská cesta, alpský styl
- 1996 K2 (8611 m n. m.) – japonská cesta
- 1996 Nanga Parbat (8125 m n. m.) – Kinshoferova cesta
- 2006 Gašerbrum II (8035 m n. m.)

## Filmová tvorba
Krzysztof vystupuje ve filmu Constans (1980) a v dokumentárním televizním seriálu České himálajské dobrodružství (2003). Režíroval snímky Wielkie tragedie a Panie w górach z roku 2008.